# 남미 국가 연합

남미 국가 연합의 기

남미 국가 연합의 로고

남미 국가 연합(南美國家聯合, 스페인어: Unión de Naciones Suramericanas - UNASUR 우니온 데 나시오네스 수라메리카나스[*], 포르투갈어: União de Nações Sul-Americanas - UNASUL 우니앙 드 나송이스 술아메리카나스[*], 영어: Union of South American Nations - USAN 유니언 오브 사우스아메리칸 네이션스[*], 네덜란드어: Unie van Zuid-Amerikaanse Naties - UZAN 위니 판 자위트아메리칸서 나티스[*])은 남아메리카 12개 국가의 정치, 경제 공동체 조직이다.

## 역사
2008년 5월 23일 브라질 브라질리아에서 열린 정상 회의를 통해 공식적인 출범을 선언했다. 남아메리카 국가 연합의 기초가 된 남미 국가 공동체(Comunidad Sudamericana de Naciones)는 2004년 12월 8일 남아메리카 12개국 대표들이 페루 쿠스코에서 열린 제3차 남아메리카 정상 회의에서 출범을 결의하고, 남아메리카 국가 연합으로 가기 위한 중간 단계로 남미 국가 연합 기본 헌장에 서명해 출범된 것이다. 남미 국가 연합 기본 헌장은 남아메리카 12개국의 비준 과정을 거쳤고 2011년 3월 11일을 기해 남미 국가 연합 기본 헌장이 발표되면서 남미 국가 연합이 출범하게 된다.
2017년 8월에 베네수엘라 위기를 평화적으로 해결하기 위해 리마 그룹(Lima Group)을 결성한 브라질, 아르헨티나, 칠레, 콜롬비아, 파라과이, 페루 6개국 대표들이 베네수엘라의 니콜라스 마두로 정부가 독재와 비슷한 권위주의 정치를 통해 베네수엘라의 민주주의를 파괴하고 있다고 비판하면서 남미 국가 연합은 위기를 맞게 된다. 2018년 4월 20일에는 브라질, 아르헨티나, 칠레, 콜롬비아, 파라과이, 페루 6개국이 남미 국가 연합 회원국 활동을 중단하기로 결정했다. 2018년 8월 28일에는 콜롬비아가 남미 국가 연합을 탈퇴했고 2019년 3월 13일에는 에콰도르가 남미 국가 연합을 탈퇴했다. 2020년 3월 10일에는 우루과이가 남미 국가 연합을 탈퇴했다.

## 회원국
- 안데스 공동체(CAN)1 회원국:
  -  볼리비아
  -  페루4

남미 국가 연합 회원국

- 메르코수르(MERCOSUR)2 회원국:
  -  베네수엘라
  -  브라질4
  -  아르헨티나4
  -  우루과이7
  -  파라과이4

- 다른 국가들:
  -  가이아나3
  -  수리남3
  -  에콰도르6
  -  칠레1 2 4
  -  콜롬비아4 5

1 이 국가들은 메르코수르(MERCOSUR)의 준회원국으로 간주된다.

2 이 국가들은 안데스 공동체(CAN)의 준회원국으로 간주된다.

3 가이아나와 수리남은 현재 카리브해 공동체(CARICOM)의 회원국이다.

4 브라질, 아르헨티나, 칠레, 콜롬비아, 파라과이, 페루는 2018년 4월 20일을 기해 회원국 활동을 중단하기로 결정했다.

5 콜롬비아는 2018년 8월 28일에 남미 국가 연합을 탈퇴했다.

6 에콰도르는 2019년 3월 13일에 남미 국가 연합을 탈퇴했다.

7 우루과이는 2020년 3월 10일에 남미 국가 연합을 탈퇴했다.

### 비회원국의 영토
다음의 남아메리카 일부는 독립 영토이기 때문에 참여하지 않는다.
- 프랑스령 기아나는 프랑스의 해외 행정 구역이기 때문에 유럽 연합에 속한다.
- 포클랜드 제도와 사우스조지아 사우스샌드위치 제도는 영국의 해외 자치령이다. (아르헨티나가 영유권을 주장한다.)

### 역대 사무총장
- 제1회 사무총장 : 네스토르 키르츠네르
- 제2회 사무총장 : 마리아 엠마 메히아 벨레스
- 제3회 사무총장 : 알리 로드리게스 아라케
- 제4회 사무총장 : 에르네스토 삼페르 피사노

## 같이 보기
- 미주 기구